# Beameromyia virginensis
Beameromyia virginensis är en tvåvingeart som beskrevs av Scarbrough 1997. Beameromyia virginensis ingår i släktet Beameromyia och familjen rovflugor. Inga underarter finns listade i Catalogue of Life.